# Tragopa tonsilis
Tragopa tonsilis är en insektsart som beskrevs av Richter. Tragopa tonsilis ingår i släktet Tragopa och familjen hornstritar. Inga underarter finns listade i Catalogue of Life.